# Timon Oyebami
Timon Oyebami (* 12. Juli 1943 in Ikire, Osun) ist ein ehemaliger nigerianischer Sprinter.
Bei den Olympischen Spielen 1968 in Mexiko-Stadt wurde er in der 4-mal-100-Meter-Staffel mit der nigerianischen Mannschaft im Halbfinale disqualifiziert.
1970 scheiterte er bei den British Commonwealth Games in Edinburgh über 100 m im Vorlauf und kam in der 4-mal-100-Meter-Staffel auf den siebten Platz.
Bei den Olympischen Spielen 1972 in München war er im Halbfinale der 4-mal-100-Meter-Staffel Teil des nigerianischen Teams, das in dieser Runde ausschied.
1974 gewann er bei den British Commonwealth Games in Christchurch Bronze mit der nigerianischen 4-mal-100-Meter-Stafette. Über 200 m schied er in der ersten Runde aus.